# (6343) 1993 VK
A (6343) 1993 VK a Naprendszer kisbolygóövében található aszteroida. Ueda & Kaneda fedezte fel 1993. november 7-én.